# アルベルト・カッピス
アルベルト・カッピス（Albert Kappis、1836年8月20日 - 1914年9月18日）はドイツの画家、版画家である。

## 略歴
現在のバーデン＝ヴュルテンベルク州のヴィルトベルク(Wildberg)に生まれた。10代の半ばで、シュトゥットガルトの版画家、出版社主の叔父のもとで、版画を学んだ。1855年にシュトゥットガルトの美術学校に入学し、ハインリヒ・フォン・ルスティーゲに風俗画、歴史画を学び、ハインリヒ・フンクに風景画を学び、ベルンハルト・フォン・ネーラーに裸体画を学んだ。1860年にミュンヘン美術院に移り、カール・フォン・ピロティに学んだ。
1867年にパリに修業に出て、バルビゾン派の画家と交流し、ベルギーやモーゼル川流域を旅して、デュセルドルフへ旅し、ミュンヘン時代に知り合っていた画家のテオドール・シュッツを訪ねた。この頃は家畜のいる風景画を得意とした友人の画家、アントン・ブライトやクリスティアン・マリとともに活動した。
1874年に新婚旅行でチロルや北イタリアを経てヴェネツィアへ旅し、その後はミュンヘン近郊のシュタルンベルク湖やキーム湖の風景を描いた。1880年にカール・ルートヴィヒの後任としてシュトゥットガルトの美術学校の風景画の教授になり、1905年まで教えた。カッピスの教えた画家たちは、ドイツ南西部のシュヴァーベン地域で活動した印象派の画家グループ、「シュヴァービッシェン印象派(Schwäbischen Impressionismus)」を形成することになった。

## 作品

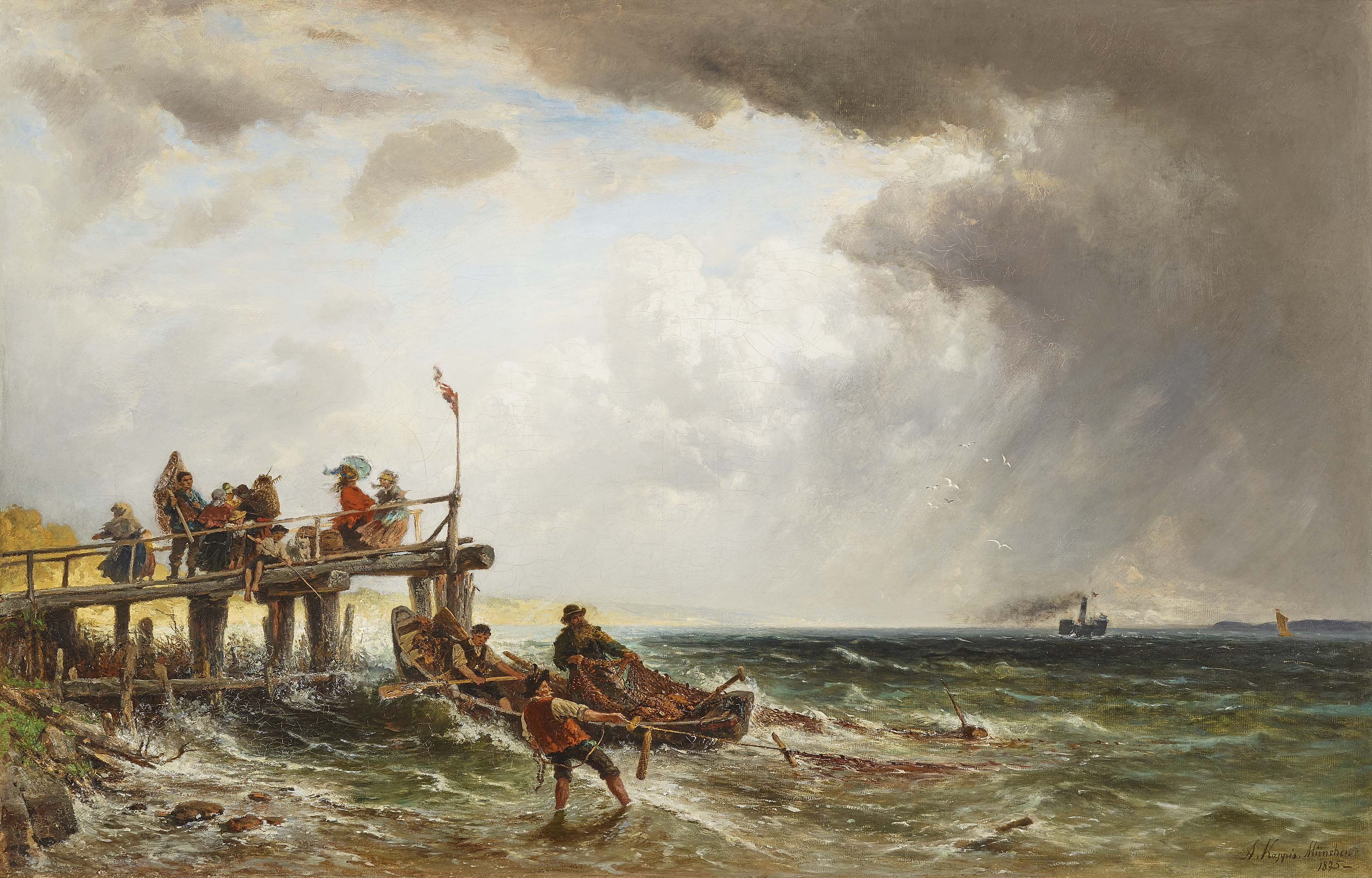
嵐が近づくスターンバーグ湖
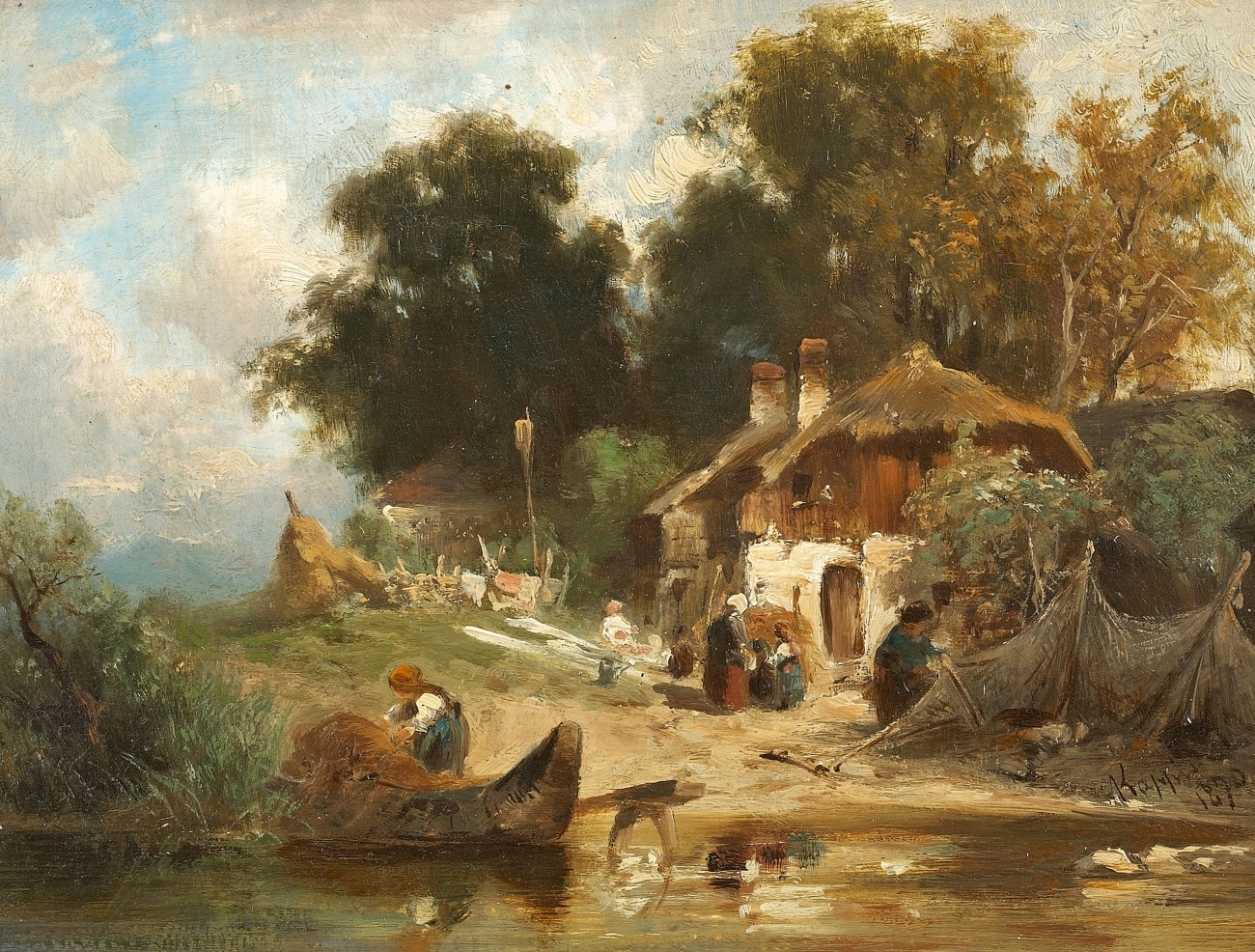
湖岸の漁師の家 (1890)
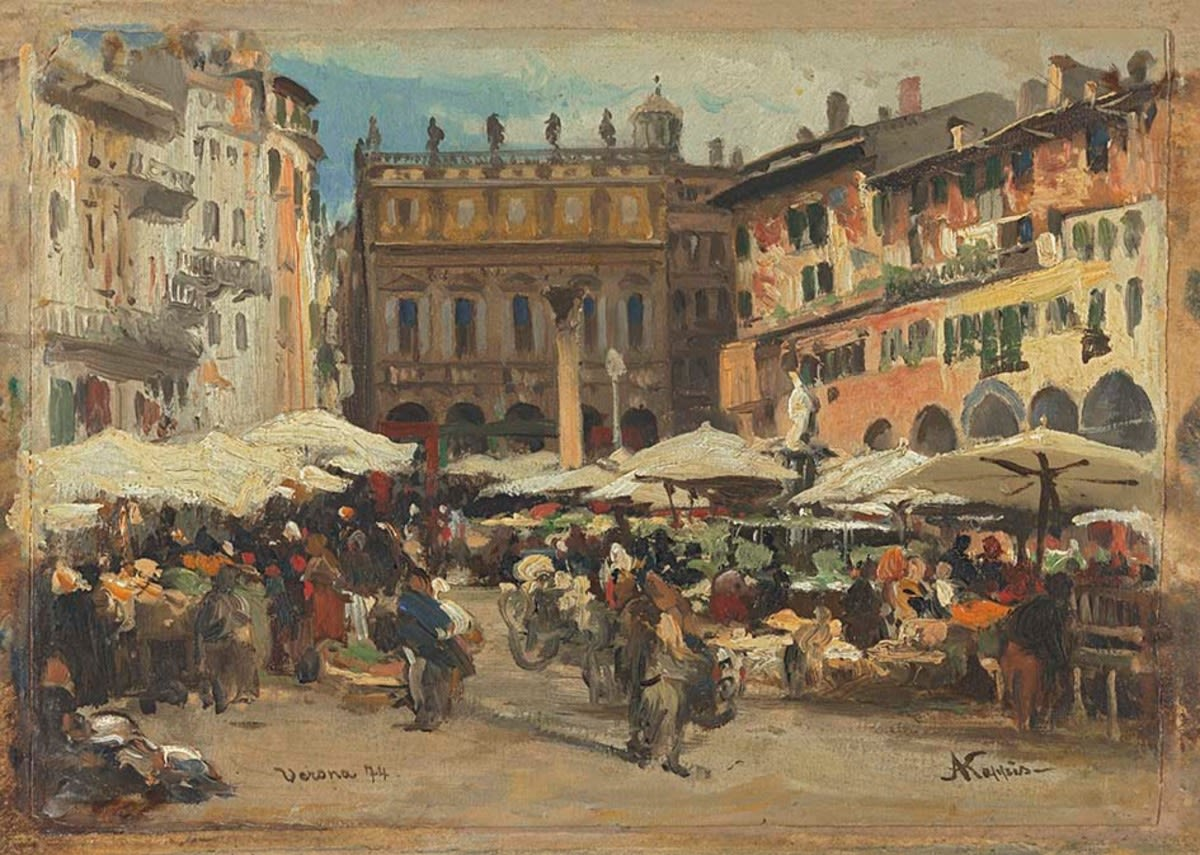
ヴェローナのエルベ広場